# (有) 椎名百貨店 (超) GSホームズ 極楽大作戦!!
『(有) 椎名百貨店 (超) GSホームズ 極楽大作戦!!』（ゆうげんがいしゃ しいなひゃっかてん スーパー ゴーストスイーパーホームズ ごくらくだいさくせん）は、椎名高志の漫画短編集。

## 概要
『 (有) 椎名百貨店』3冊に続く、椎名の4冊目となるオリジナル漫画短編集として、2004年に小学館から発行された。『一番湯のカナタ』連載終了後の2002年から2003年頃に『週刊サンデー増刊号』で発表された作品を中心に、5編の短編を収録している。

### 収録作品
1. GSホームズ 極楽大作戦!!（ゴーストスイーパーホームズ ごくらくだいさくせん）
2. 江戸浪狼伝（えどろうろうでん）
3. 零式といっしょ。（ゼロといっしょ）
4. 破壊僧ジョドー（はかいそうジョドー）
5. 家電少女MISOCCUS（かでんしょうじょミソッカス）

## GSホームズ 極楽大作戦!!
『GS美神 極楽大作戦!!』からのスピンオフ作品で、『月刊サンデージェネックス』に2度掲載された（2002年1月号、2005年6月号）。第2話は本作品集の刊行後に描かれた作品で、次の短編集『(有) 椎名大百貨店』に収録されている。
名探偵シャーロック・ホームズがゴーストスイーパー (GS) として活躍する姿を描き、『GS美神 極楽大作戦!!』からカオスとマリアが出演している。

### 登場人物

#### 『シャーロック・ホームズシリーズ』からの登場人物
シャーロック・ホームズ
本作のホームズは探偵としての能力だけでなくGSとしての能力も身に着けており、それを見込んだマリアから依頼を受ける。大学時代にカオスからラテン語の講義を受け、マリアに恋愛感情を抱いていたが、その頃のある事件の以後、マリアに対し冷たく接している。
ジョン・H・ワトスン
マリアからの依頼に当たって、ホームズの助手を務める。
自分の書いたものを医者仲間のコナン・ドイルに渡して、小説になおしてもらっているということを明かしている。

#### 『GS美神 極楽大作戦!!』からの登場人物
Dr.カオス
天才科学者（錬金術師）だが、少し抜けている面もある。かつては、大学の教授もしていた。
マリア
カオスの命令でホームズに助手として接近し、浅からぬ因縁を持つこととなる。この時の事件をきっかけに彼女は笑顔を封印している。

#### 本作オリジナルの登場人物
知能の神
人の知識を吸う邪神。

## 江戸狼狼伝
『週刊少年サンデー』2003年3月増刊号掲載。同号で語られているように、岡っ引きではなく下っ引きを重要人物としたのは、『佐武と市捕物控』のパロディ（オマージュ）で、江戸時代末期を舞台としたファンタジー作品。

### あらすじ
江戸で次々と起こる連続殺人、被害者たちには何の共通点もなかったが、清次はついにその犯人を発見する。

### 登場人物
藪月
その名前のため、ヤブ医者と思われることも多いが、本道（内科）も兼ねる名医。先祖に人狼がいたため、先祖返りで人狼となってしまう。医学を学んだきっかけも元の体に戻る方法を探すためであった。
清次
目明かし（下っ引き）。
おりん
清次の妹。心臓が弱く藪月の世話になっている。藪月に気がある様子を見せる。
おりょう
藪月と同じく人狼。
坂本竜馬
おまけ4コマに登場。

### 用語
人外改め
公儀隠密のひとつ。人外を殺す事を目的としている。

## 零式といっしょ。
『週刊少年サンデー』（小学館）2003年8月増刊号掲載。死んでしまったはずの飼い犬ゼロがサイボーグ犬「零式」として戻ってくるSF作品。
様々なパロディが入れられている（本編では『最終兵器彼女』など、おまけ4コマ漫画では『スヌーピー』など）。

### あらすじ
かつて死んだはずの飼い犬ゼロが孵ってきた。ゼロは軍用のサイボーグ犬として甦っていたのだった。軍から休暇をもらい、再び千鶴の家で過ごすゼロ（零式）であったが……。

### 登場人物
ゼロ/零式
千鶴が幼い頃、交通事故にあって死んだはずであったが、実は防衛隊の研究所で軍用サイボーグとして甦っていた。軍での働きは優秀で犬佐（人間の三等陸士）にまで昇進し、めでたく千鶴の家ですごせるようになるが……。
赤城千鶴
ゼロの元の飼い主。かつてゼロが交通事故で死んだことを自分がリードを離したためと悔やんでいた。
中島
赤城千鶴の彼氏。ゼロからは群れ（家族）に侵入しようとする敵性人物として狙われる。
ピンシャー
犬尉。ゼロとは違い最初から軍用犬として育成され、改造を受けた。本人いわく生まれつきの軍犬ゆえ、民間人の機微には疎い。

### 用語
サイボーグ犬部隊
防衛隊によりサイボーグ化された犬たちの部隊。

## 破壊僧ジョドー
『週刊少年サンデー』（小学館）2003年9月増刊号に掲載された。西遊記を模した作品。

### あらすじ
戦争・地殻変動・疫病などにより、かつての文明が滅んでしまった世界……。人口は急激に減少し、それに補い、霊的な存在が復活しつつあった。

### 登場人物
ジョドー
クローン技術で作られた肉体を持つ高性能AI。そのため、AIが無事ならば、何度でも再生できる。悟りを開き如来に近付いてもらうため、そして、西の都にある大量の経典を回収するために旅を行う。
59（フィフティ・ナイン）
2059年型AI搭載の1959年型キャデラック。
59・人間型（フィフティ・ナイン‐にんげんがた）
戦闘時などに起動する。如意棒のような武器を使い攻撃を行う。

#### 妖怪
チヨ
豚の妖怪。人間に捕まり殺されかかっていた。
八
豚の妖怪。用心棒。
ベッシー
河童の妖怪。
ローザ
河童の妖怪。

## 家電少女MISOCCUS
『週刊少年サンデー』（小学館）1996年1月30日増刊号掲載。『（有）椎名百貨店』1巻収録の「電化製品に乾杯!」と同一世界の話であり、続編的な内容となっている。